# Halogenessigsäuren
Die Halogenessigsäuren sind α-Halogen-Derivate der Essigsäure und eine Untergruppe der Halogencarbonsäuren. Sie sind hydrophil und ätzend. Im Vergleich zur Essigsäure sind Halogenessigsäuren starke Säuren.
Da die Halogenessigsäuren durch ihre Reaktionen mit Sulfanyl-(SH-)Gruppen starke Enzymhemmer sind, können sie als Konservierungsmittel eingesetzt werden. Schon 10 mg·l−1 wirken konservierend. Ihre Anwendung ist heute verboten. Früher wurde Bromessigsäure zur Verhinderung der Nachgärung von restsüßen Weinen angeboten.
Halogenessigsäuren entstehen auch bei der Desinfektion von Wasser durch Chlorung, wenn hypochlorige Säure mit organischem Kohlenstoff wie Huminsäuren reagiert.
| Name                     | Strukturformel | pKs-Wert |
| ------------------------ | -------------- | -------- |
| Chloressigsäure          |                | 2,87     |
| Dichloressigsäure (DCA)  |                | 1,29     |
| Trichloressigsäure (TCA) |                | 0,65     |
| Bromessigsäure           |                | 2,89     |
| Bromchloressigsäure      |                |          |
| Dibromessigsäure         |                |          |
| Bromdichloressigsäure    |                |          |
| Fluoressigsäure          |                | 2,59     |
| Trifluoressigsäure (TFA) |                | 0,23     |
| Iodessigsäure            |                | 3,18     |